# Arsamósata
Arsamósata (em persa médio: *Aršāmšād; em persa antigo: *Ṛšāma-šiyāti-; em grego clássico: Ἀρσαμόσατα; em latim: Arsamōsata; em armênio: Արշամաշատ; romaniz.: Aršamašat) foi uma cidade antiga e medieval situada na margem do rio Murate (chamada de Arsânias em fontes clássicas), perto da atual cidade de Elaze. Foi fundada em c. 240 a.C. por Arsames I, o rei orôntida de Sofena, Comagena e possivelmente Armênia. Arsamósata foi identificada com o local de assentamento abandonado conhecido como Haraba, localizado perto do Murate, perto do extremo leste da planície de Altenova, cerca de 60 quilômetros a leste de Elaze. Grande parte do local agora está submerso sob as águas da barragem de Quebane. A colina que serviu como cidadela da antiga cidade agora se projeta em direção ao nordeste num lago raso criado pela barragem. A cidade em si parece ter ficado logo abaixo da colina no sudeste, embora isso não seja totalmente certo.

## Nome
Arsamósata (Ἀρσαμόσατα), Armósota (Ἀρμόσοτα) (Políbio, Histórias, VIII.25), Arsamósota (Ἀρσαμόσοτα) (Ptolemeu, Geografia, V.13) e Asmosatom (Ασμοσάτων, Asmosátōn) são as formas gregas do topônimo. Propôs-se que sua forma persa médio não atestada seria Arxanxade (*Aršāmšād), que por sua vez derivou do persa antigo também não atestado Rexama-xiati (*Ṛšāma-šiyāti-). Foi registrado em armênio como Arxamaxate (Արշամաշատ, Aršamašat) e Asmuxate (Աշմուշատ, Ašmušat), em árabe como Xinxate (Šimšat). A origem do seu nome é persa e significa "Alegria de Arsames". Nomear cidades como "alegria de" ou "felicidade de" era uma prática orôntida (e mais tarde artaxíada) que lembrava o discurso real aquemênida.

## História
Evidências arqueológicas limitadas, consistindo em alguns achados de cerâmica que se assemelham fortemente à cerâmica urartiana, apontam à existência de um assentamento em Arsamósata nos tempos antigos — talvez entre os séculos X e VII a.C.. No entanto, qualquer assentamento aqui provavelmente não foi muito significativo. O principal assentamento urartiano na região foi em Carpute, que parece ter servido como centro administrativo fortificado. Outro grande assentamento existia em Norxuntepe, embora não fosse fortificado durante este período. A população local era pelo menos parcialmente urartiana; também pode ter havido moscos presentes.
As antigas cidades de Carpute e Norxuntepe se dispersaram por volta do período aquemênida. Desde então, até a fundação de Arsamósata em meados do século III a.C., a planície de Altenova não tinha grandes cidades. Arsamósata pode ter sido fundada como demonstração de prestígio e serviu como residência real. Sua fundação ocorreu em c. 240 a.C. e seu fundador (ctistes) presumido é Arsames I, o rei orôntida de Sofena, Comagena e possivelmente Armênia. Sua população original provavelmente era proveniente principalmente das aldeias vizinhas. Sua localização foi provavelmente escolhida porque sua distância da rota principal da região, que passava pela passagem de Ergani até Tomisa mais a oeste, a tornava relativamente segura de ataques. No entanto, estar fora da principal rota comercial também significava que Arsamósata não era um grande centro comercial durante este período. Sua economia era baseada principalmente na agricultura.
Na Antiguidade Tardia, Arsamósata formou um dos principais assentamentos no distrito de Anzitena. A cidade vizinha de Dadima parece ter crescido devido ao comércio de Ergani e Tomisa no final do século VI, provavelmente absorvendo parte da população de Arsamósata. No entanto, Arsamósata permaneceu uma cidade importante com uma população mista de armênios e siríacos. Em 644, os generais árabes Safuane ibne Muatal e Habibe ibne Maslama Alfiri forçaram sua rendição em termos semelhantes à capitulação de Samósata e o governador Moáuia nomeou Safuane como seu governador. Mais tarde, Dadima encolheu para uma pequena cidade, provavelmente porque estava perto da fronteira árabe-bizantina e, portanto, propensa a ataques. Muitos de seus moradores se mudaram para Arsamósata, que estava numa posição mais segura a leste. Parte da população de Melitene provavelmente se mudou para Arsamósata neste ponto também. Com o declínio de Dadima, Arsamósata era agora a única cidade importante na região. No entanto, apesar de sua posição mais segura, Arsamósata ainda estava numa região disputada e mudou de mãos várias vezes durante este período. Uma ofensiva bizantina em 837, liderada pelo imperador Teófilo (r. 829–842), capturou Arsamósata junto com Melitene. No outono de 938, a cidade estava novamente sob controle árabe - o emir hamadânida Ceife Aldaulá recuou em direção a Arsamósata naquele outono enquanto era perseguido pelas forças bizantinas. Em 939, segundo James Howard-Johnston, Arsamósata caiu para os bizantinos novamente. [a] Um nativo proeminente de Arsamósata foi o poeta do século X Alboácem Ali Axinxati.
Após a conquista bizantina, Arsamósata foi feita a capital de um pequeno tema.[b] Este tema provavelmente cobria apenas as planícies imediatamente circundantes ao norte e leste; ou seja, a parte mais oriental de Anzitena. Na década de 970, o tema de Arsamósata foi desfeito. Arsamósata encolheu para uma cidade de médio porte e parte de sua população provavelmente migrou para Carpute, a nova capital principal da região. Uma guarnição ainda era mantida na cidadela de Arsamósata, mas as muralhas da cidade provavelmente eram grandes demais para o assentamento decrescente e devem ter caído em desuso. Desde a derrota bizantina na Batalha de Manzicerta, Tornício Mamicônio fundou uma linhagem principesca em Muxe, que reteve Taraunitis Maior, Arsamósata, Astianena e Sassúnia até sua eventual expulsão pelos xás da Armênia (Shah-Arman). A cidade ainda existia sob o principado artúquida de Carpute, mas não era mais uma cidade importante. Sobreviveu até pelo menos 1199, quando seu bispado é atestado pela última vez, e provavelmente continuou até o início do século XIII também. Quando Iacute de Hama visitou Arsamósata no início do século XIII, a encontrou "em ruínas, com apenas uma pequena população". A guarnição da cidadela foi eventualmente retirada em algum momento, possivelmente após a conquista seljúcida de Anzitena em 1234, e Arsamósata foi finalmente abandonada. Sua população se dispersou para aldeias na planície circundante e nas colinas além.[c]
O nome "Arsamósata" continuou a ser usado até os tempos modernos, para denotar um grupo de várias aldeias perto de onde a cidade velha ficava. No século XX, havia sete delas, conhecidas coletivamente como Arxinxate (Arşimşat; da forma árabe do nome da cidade). A mais próxima da cidade velha era Haraba (do árabe "Haraba", que significa "ruína"), cerca de meio quilômetro a sudoeste das ruínas. Uma tradição local registrada na virada do século XX afirmava que havia uma grande cidade aqui, dividida em duas partes chamadas Samusate (Samusat) e Asmuxate (Ašmušat). Mesmo antes da construção da barragem de Quebane, as ruínas da cidade (abaixo da cidadela) já estavam submersas devido aos meandros do Murate, e em meados do século XX`, não havia muito deles visível. No entanto, um viajante relatou ter visto alguns cachecares aqui. Arqueólogos conduziram escavações na cidadela antes da construção da barragem, em 1969, 1970 e 1973. Eles cavaram seis trincheiras, principalmente no lado sudeste da colina, onde as paredes já eram visíveis.